# Lijst van wachtposten aan de spoorlijn Tilburg - Turnhout
Dit is een onvolledige chronologische Lijst van wachtposten aan de Spoorlijn Tilburg - Turnhout. Een wachtpost was een huisje waarin de baanwachter woonde. Hij of zij opende en sloot de overwegbomen wanneer er een trein passeerde.
Alle huisjes werden omstreeks 1867 naar een standaardontwerp door de Société Anonyme des chemins de fer du Nord de la Belgique gebouwd.
Rond 1950 werden veel huisjes gesloopt omdat ze hun oude functie verloren.
Wanneer er achter de straatnaam een asterisk staat, wil dat zeggen dat de overgang niet meer bestaat. Bij een aantal huisjes staat de straatnaam aangegeven, die in de buurt van de oude overweg ligt.
| Wachtpost | Straat                    | Plaats        | Bouwjaar | Sloopjaar    | Extra informatie | Afbeelding |
| --------- | ------------------------- | ------------- | -------- | ------------ | --- | ---------- |
| 4         | Zouavenlaan*              | Tilburg       | 1867     | Onbekend     | |            |
| 5         | Reuselpad*                | Tilburg       | 1867     | Onbekend     | |            |
| 6         | Beeklaan*                 | Tilburg       | 1867     | Onbekend     | |            |
| 7         | Oude Rielsebaan           | Tilburg       | 1867     | 1957         | |            |
| 8         | Zandeind                  | Riel          | 1867     | Onbekend     | |            |
| 9         |                           | Riel          | 1867     | 1936         | |            |
| 11        | Brakel*                   | Riel          | 1867     | 1936         | |            |
| 12        | Rielseweg (Verl. zandpad) | Alphen        | 1867     | Onbekend     | |            |
| 13        | Oude Tilburgsebaan        | Alphen        | 1867     | Onbekend     | |            |
| 14        | Schellestraat             | Alphen        | 1867     | Onbekend     | |            |
| 15        | Nieuwveldweg*             | Alphen        | 1867     | Nog aanwezig | |            |
| 16        | Stationsstraat            | Alphen        | 1867     | onbekend     | Nog wel aanwezig de douanewoningen het routehuisje stond direct bij de overgang Douanewoningen stonden achter het station van Alphen, het station stond tussen het routehuisje 16 en de douanewoningen |            |
| 17        | Boshoven Rotonde*         | Alphen        | 1867     | 1927         | |            |
| 18        | Boshovensebaan            | Alphen        | 1867     | Nog aanwezig | |            |
| 19        | Boschhoven*               | Baarle-Nassau | 1867     | Onbekend     | |            |
| 20        | Nassaulaan                | Baarle-Nassau | 1867     | Nog aanwezig | |            |
| 21        | Boschhovenseweg*          | Baarle-Nassau | 1867     | Onbekend     | |            |
| 22        | Chaamseweg*               | Baarle-Nassau | 1867     | ca. 1970     | |            |
| 23        | Kerkstraat                | Baarle-Nassau | 1867     | Onbekend     | |            |
| 24        | Donkerstraat-Tommel       | Baarle-Hertog | 1867     | Onbekend     | |            |
| 25        | Schaluinen-Tommel*        | Baarle-Nassau | 1867     | ca 1980      | |            |
| 26        | Schaluinen                | Baarle-Nassau | 1867     | Nog aanwezig | |            |
| 27        | Zevenhuizenbaan           | Baarle-Nassau | 1867     | Nog aanwezig | |            |
| 28        | Ghil*                     | Baarle-Nassau | 1867     | 1906         | |            |